# Fulton (Illinois)
Fulton – miasto w Stanach Zjednoczonych, w stanie Illinois, w hrabstwie Whiteside.